# Saint-Agapit
Pour les articles homonymes, voir Agapit.
Saint-Agapit est une municipalité du Québec d'environ 4 457 habitants située dans la MRC de Lotbinière dans la Chaudière-Appalaches. Elle est la deuxième municipalité la plus peuplée de cette MRC. Elle est nommée en l'honneur du pape Agapet Ier.
Cette municipalité, constituée le 14 avril 1979, a une superficie d'environ 64 km2 et a une densité d'environ 70,39 habitants/km2.
Les personnes de cette municipalité sont des Agapitois et des Agapitoises. La municipalité a fêté son 150e anniversaire en 2017.

## Histoire

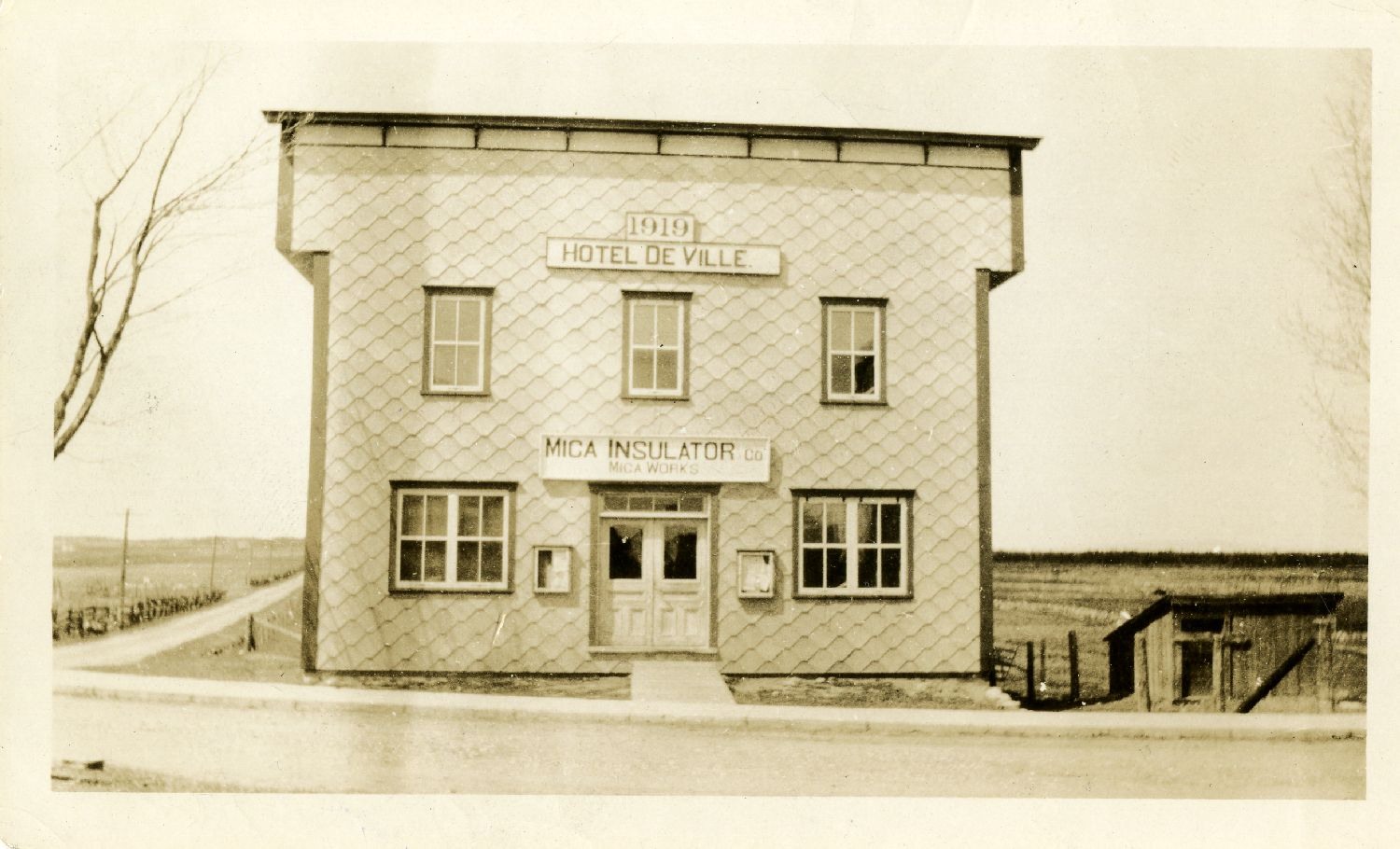
Hôtel de ville en 1930

La seigneurie Saint-Gilles de Beaurivage, avec une superficie de deux cent cinquante milles carrés, fut cédée le 1er avril 1738 par l'intendant Gilles Hocquart à Gilles Rageot sieur de Beaurivage, négociant de la Basse-Ville de Québec. La colonisation de la première concession dans le secteur de la rivière Noire débute vers 1829. Lorsque le régime seigneurial sera aboli en 1854, les colons deviennent propriétaires d'un lot à la condition de le défricher et de l'exploiter. Comme la plupart des colons ne purent acquitter le prix de leur lot, le gouvernement les soumit à un impôt municipal qui était versé au seigneur. Il faudra attendre jusqu'en 1945 avant que les derniers vestiges des rentes seigneuriales disparaissent.
Les colons devaient se rendre à l'église de Saint-Gilles, située entre cinq et neuf milles, hiver comme été, pour aller à la messe et recevoir les sacrements. Vers 1860, ces colons rencontrent l'abbé Guillaume Dunn, alors curé de Saint-Gilles, pour lui exposer leurs doléances et leur projet: celui de la construction d'une chapelle. Il encourage la construction de la chapelle, il s'engage à assurer le service religieux dans la mesure du possible et il les encourage à faire des démarches auprès de l'évêque pour demander l'érection d'une paroisse avec un curé résident. Leurs efforts sont récompensés lorsque, le 18 février 1867, l'archevêque de Québec, Mgr Charles-François Baillargeon érige une nouvelle paroisse dont le nom rappelle saint Agapit. La municipalité fut fondée le 8 mai de la même année.
Le 4 octobre 1868, Saint-Agapit-de-Beaurivage accueille son premier curé résident, l'abbé Joseph-Étienne Martin. En 1882 et 1883, malgré quelques agrandissements à la chapelle, celle-ci s'avère trop petite pour répondre aux besoins de la communauté. En 1885, une demande officielle est acheminée à l'archevêché pour obtenir la permission de construire une église neuve. La permission est accordée, la structure prend forme et, en septembre, la pierre angulaire est bénite. Les plans sont préparés par l'architecte David Ouellet et le contrat de construction est accordé à Bertrand Charest, de Warwick, au prix de 11 925 $. La vieille chapelle et la sacristie ont été vendues le 4 juillet 1886.
Le 10 mai 1911, la municipalité de Saint-Agapitville fut constituée par le détachement de celle de la paroisse de Saint-Agapit-de-Beaurivage pour finalement se regrouper 68 ans plus tard, le 14 avril 1979, sous le nom de Saint-Agapit.

### Héraldique
| Ad meliora semper |
| ----------------- |

| L'écu de Saint-Agapit se blasonne ainsi : Fascé d'azur et d'argent, à trois quintefeuilles d'or brochant le tout. |

## Géographie

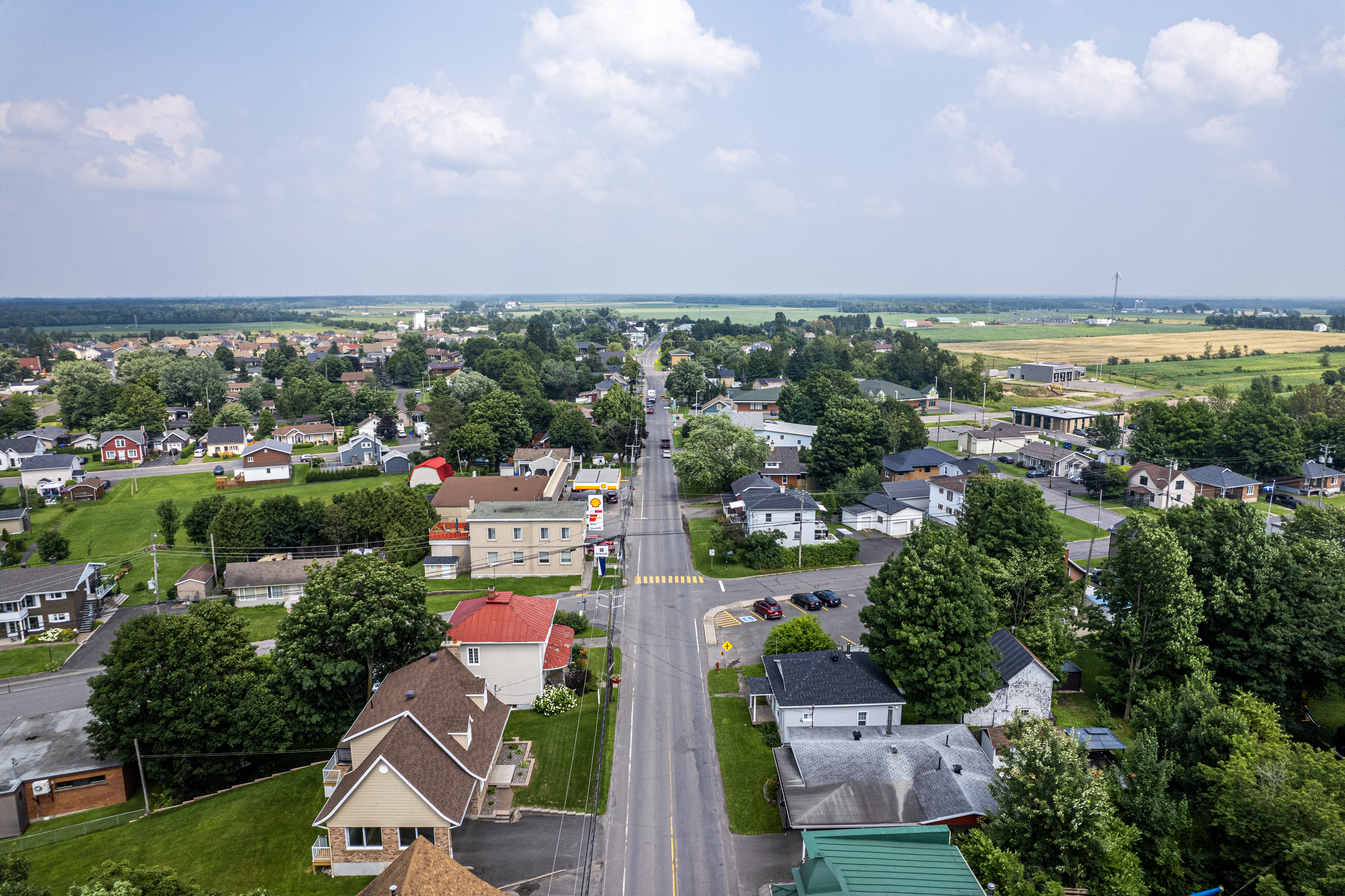
La route 116 traverse le village.

La rivière Noire traverse la municipalité d'ouest en est.
Le crénon de la rivière aux Cèdres est situé à la limite sud-ouest de la municipalité.

## Démographie
| 1871 | 1881 | 1891  | 1901  | 1911  | 1921  | 1931  | 1941  |
| ---- | ---- | ----- | ----- | ----- | ----- | ----- | ----- |
| 657  | 854  | 1 001 | 1 094 | 1 109 | 1 129 | 1 205 | 1 450 |

| 1951  | 1956  | 1961  | 1966  | 1971  | 1976  | 1981  | 1986  |
| ----- | ----- | ----- | ----- | ----- | ----- | ----- | ----- |
| 1 787 | 2 068 | 2 237 | 2 399 | 2 558 | 2 748 | 2 954 | 2 943 |

| 1991  | 1996  | 2001  | 2006  | 2011  | 2016  | 2021  | - |
| ----- | ----- | ----- | ----- | ----- | ----- | ----- | - |
| 2 980 | 2 913 | 2 906 | 2 965 | 3 567 | 4 280 | 4 505 | - |

## Administration
Les élections municipales se font en bloc et suivant un découpage de six districts.
| Saint-Agapit Maires depuis 2005                                                                                      |                      |         |          |
| Élection | Maire                | Qualité | Résultat |
| 2005 | Sylvie Fortin Graham |         | Voir     |
| 2009 | Sylvie Fortin Graham | Voir    |          |
| 2013 | Sylvie Fortin Graham | Voir    |          |
| 2017 | Yves Gingras         |         | Voir     |
| 2021 | Yves Gingras         | Voir    |          |
| Élection partielle en italique Depuis 2005, les élections sont simultanées dans toutes les municipalités québécoises |                      |         |          |

### Circonscriptions électorales provinciales et fédérales
Saint-Agapit fait partie de la circonscription électorale fédérale de Lévis—Lotbinière et fait partie de la circonscription électorale provinciale de Lotbinière-Frontenac.

## Infrastructures
Saint-Agapit possède : 
- Un aréna
- Une patinoire extérieure et un planchodrome
- Un centre multifonctionnel qui fut inauguré en 2011, le Complexe des Seigneuries, où l'on trouve une salle d'entrainement et 11 salles pouvant accueillir des spectacles, des conférences, des mariages et plusieurs autres événements.

## Économie

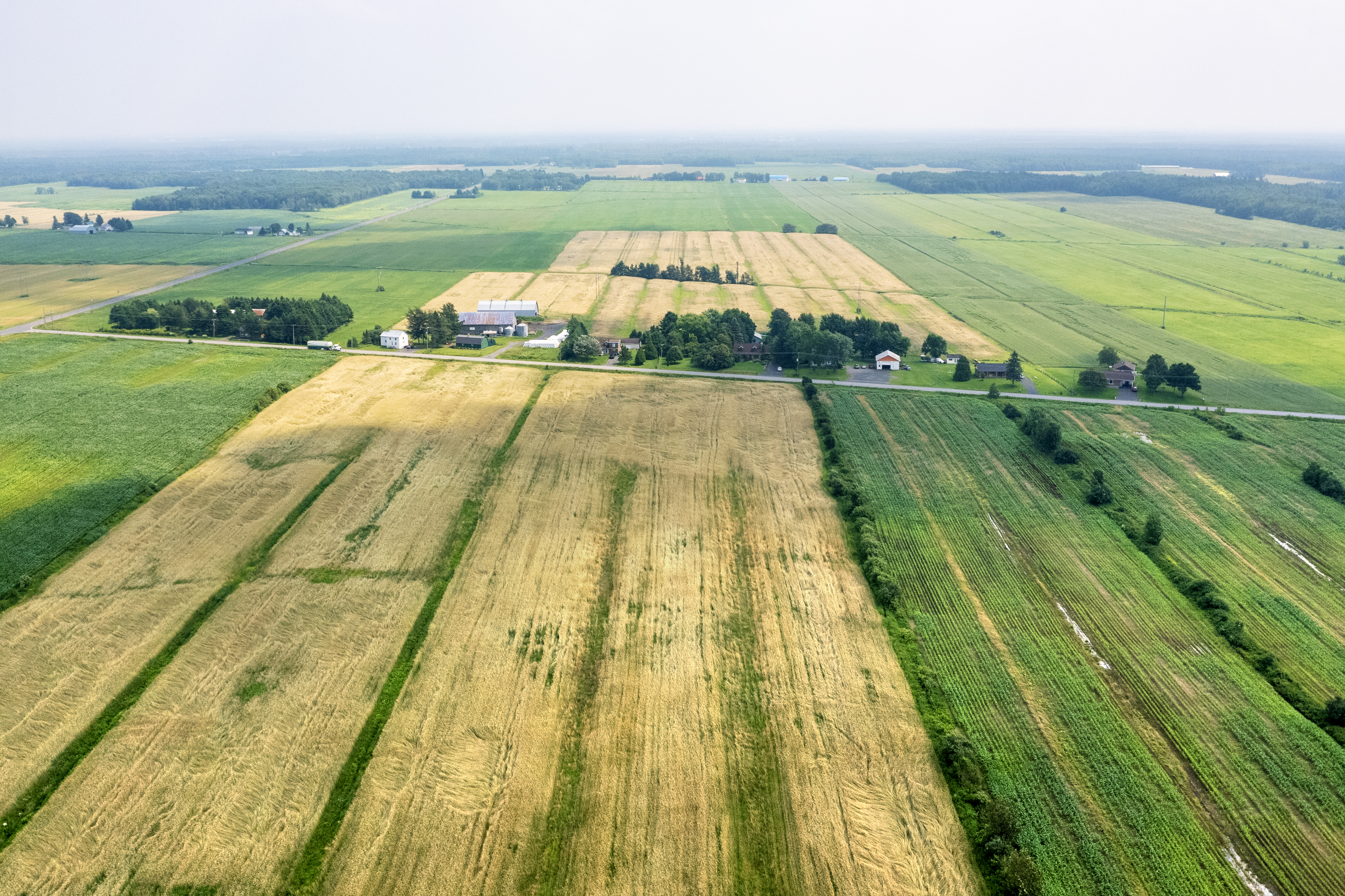
Vue aérienne de champs à Saint-Agapit.

Saint-Agapit est un village agricole, ce qui fait que l'agriculture fait partie principale de son économie.
Cette municipalité est aussi le site de plusieurs industries de fabrication légère, dans le métal, le bois, les portes et fenêtres, de même que plusieurs commerces de service : banque, caisse populaire.

## Éducation
Les écoles primaires et secondaires font partie du Centre de services scolaire des Navigateurs.

### Éducation primaire
Saint-Agapit dispose de deux écoles primaires : L'École de l'Épervière et l'École Sainte-Thérèse.

### Éducation secondaire
La municipalité dispose également d'une école secondaire : L'École Beaurivage. Cette école accueille des élèves de la 5e année du primaire à la 5e année du secondaire.

### Éducation collégiale
Il y a aussi le Centre d'études collégiales de Lotbinière, qui fait partie du Cégep de Thetford.

### Éducation universitaire
L'établissement universitaire le plus près est l'Université Laval, qui est situé dans la ville de Québec.

## Santé
Située près de Laurier-Station, de Lévis et de Québec, la municipalité est desservie par différents services médicaux.

### Services médicaux
La municipalité dispose d'une pharmacie, d'une clinique médicale et d'une clinique dentaire. Le CLSC le plus proche est situé à Laurier-Station (CLSC de Laurier-Station) et le centre hospitalier le plus près est à Lévis (Hôtel-Dieu de Lévis).

## Médias

### Journal municipal
L'Aiguilleur est un journal municipal mensuel de Saint-Agapit.
Le Peuple Lotbinière est un journal hebdomadaire qui couvre les nouvelles des municipalités de la municipalité régionale de comté de Lotbinière, incluant Saint-Agapit.

## Culture et loisirs
Chaque année au mois d'août, la municipalité tient une foire agricole appelée « l'expo de Lotbinière » qui attire des gens de partout en région. Elle est aussi le théâtre d'un important rodéo qui a lieu sur les terrains adjacents à l'aréna à l'automne.
Chaque année, depuis 2015, la municipalité de Saint-Agapit est l'hôte du populaire Festival Country de Lotbinière. Le festival se déroule pendant une fin de semaine du mois de juin et prend place à l'arrière du Centre Sportif G.H. Vermette. Depuis ses débuts, le festival a accueilli de nombreux artistes de la musique country, tels que Tim Hicks, James Barker Band, Dallas Smith et bien d'autres.

## Patrimoine

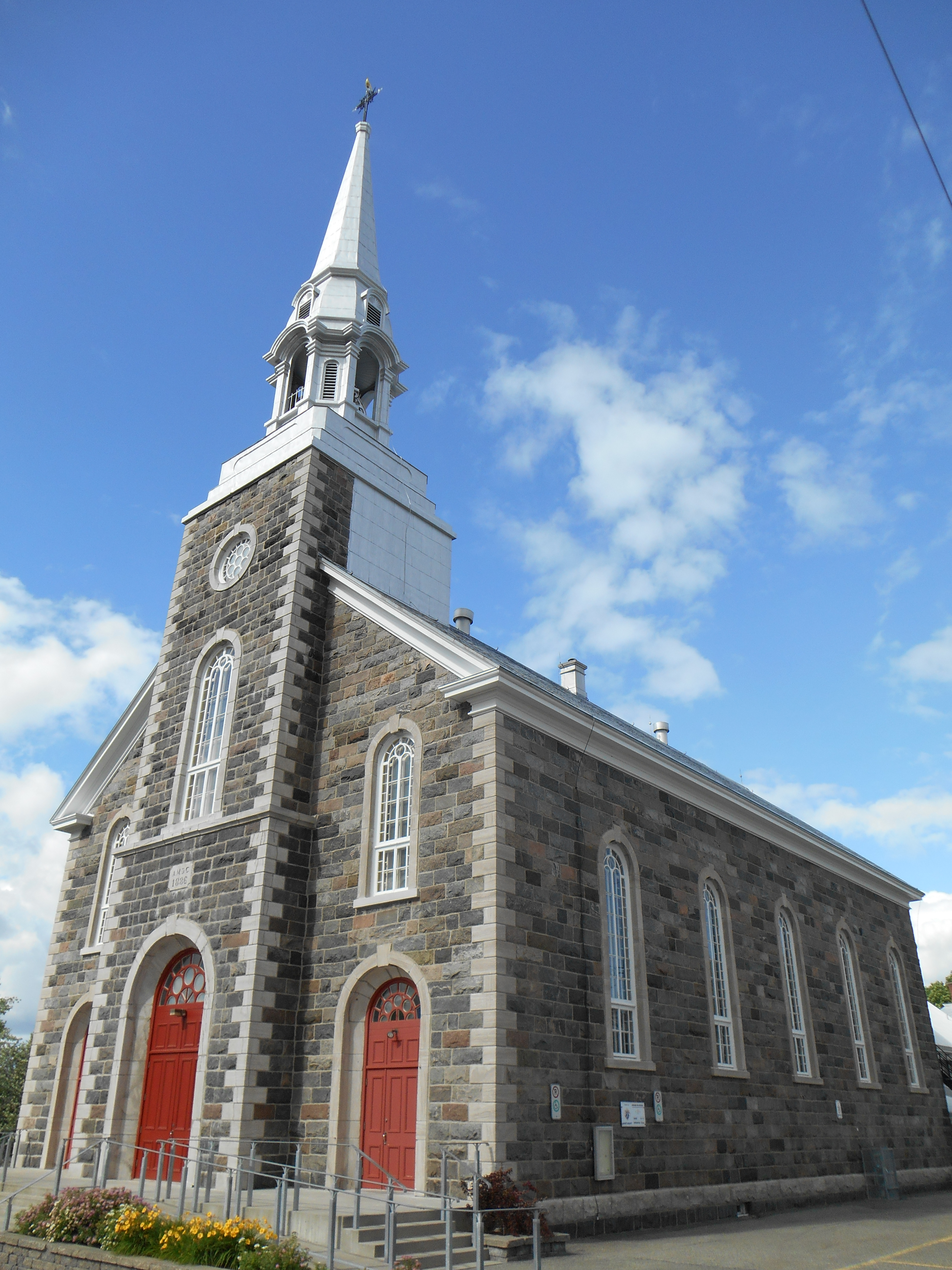
Église de Saint-Agapit.

Le noyau paroissial catholique est constitué de l'église de Saint-Agapit, du presbytère et du cimetière. Ce dernier comprend un charnier et un calvaire.
Sur le plan du patrimoine agricole, une grange-étable du XIXe siècle se trouve près d'une maison construite vers 1901. Une ferme sur le rang des Pointes comprend deux granges construites au tournant du XXe siècle,. Le territoire de la municipalité comprend trois autres granges bâties au début du XXe siècle,,, un hangar et une porcherie.

## Personnalités liées à la municipalité
- Antoine Vermette, joueur de hockey sur glace
- Eugène Paquet, médecin et homme politique

## Transport
Les routes Route 116 et Route 273 traversent cette municipalité.
La municipalité est aussi traversée par la Route verte, une piste cyclable d'environ 5300 km. Cette piste se situe au long de la Route 116. Elle est située sur l'emplacement de l'ancienne voie ferrée.